# Poggio Capanne
Poggio Capanne is een plaats (frazione) in de Italiaanse gemeente Manciano.